# Centerville (comtat de Humboldt)
Centerville (antigament Centerville City i Centerville Beach) és un antic assentament al comtat de Humboldt, Califòrnia. Se situa a set quilòmetres a l'oest de Ferndale, a la costa de l'oceà Pacífic a una altitud de quatre msnm.
Centerville es va fundar el 1852 i va servir com a punt de transbordament de petroli des de Petròlia a Eureka i va viure una època d'esplendor des de la dècada del 1850 a la del 1870.
El 1857, Arnold Berding, un nadiu d'Alemanya hi va immigrar i hi va instal·lar una botiga, un hotel, una lliurea i una oficina de correus. Abraham Lincoln el va nomenar primer i únic mestre de correus de la ciutat.
El gener de 1860, els residents van oferir assistència i refugi als supervivents del naufragi del vaixell de vapor Northerner. Poc després que les víctimes fossin enterrades en una fossa comuna que ara està marcada per la Centerville Beach Cross, el rescat del naufragi es va vendre a una subhasta a la botiga de Berding's Centerville.
El memorial va ser erigit l'any 1921, destrossat pels terratrèmols de Cap Mendocino del 1992 però reconstruït i reconstruït després.
La platja de Centerville és administrada com a parc del comtat de Humboldt.
Els artefactes històrics i els registres genealògics de Centerville es mantenen al Museu Ferndale de Ferndale, Califòrnia.

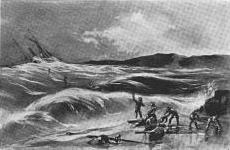
Els supervivents a la costa en veuen d'altres escapar del naufragi del Northerner, 6 de gener de 1860.